# أليسا كريلوفا
أليسا سيرجيفنا كريلوفا (الروسية: Алиса Сергеевна Крылова، من مواليد 21 يونيو 1982 في ميرني، ياكوتيا) عارضة أزياء وصحافية دولية وسفيرة وعضو مجلس إدارة W.I.N. مؤسسة الصندوق العالمي الخيرية، الفائزة بالسيدة روسيا 2010 والسيدة مسابقات جمال غلوب 2011. كريلوفا هي وجه البيت الفرنسي هياري كوتور باريس، وجه مسابقة "Mrs. Globe" العالمية للتجميل (منذ 2011 حتى الآن) ، مؤلفة الدورة التدريبية المسماة "The Path to Perfection" ، وميسرة المزاد الخيري سميت على اسم أليسا كريلوفا.